# Joseph Wood (Maler)

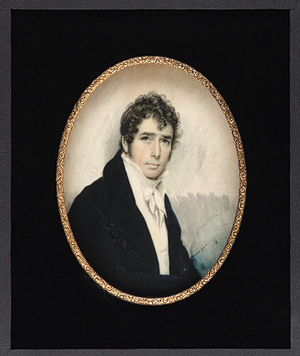
Joseph Wood: Selbstporträt (1810). Metropolitan Museum of Art. New York City

Joseph Wood (* 6. Juli 1778 in Clarkstown, New York, USA; † 15. Juni 1830 in Washington, D.C.) war ein amerikanischer Maler, der vor allem als Miniatur- und Porträtmaler bekannt wurde.

## Leben

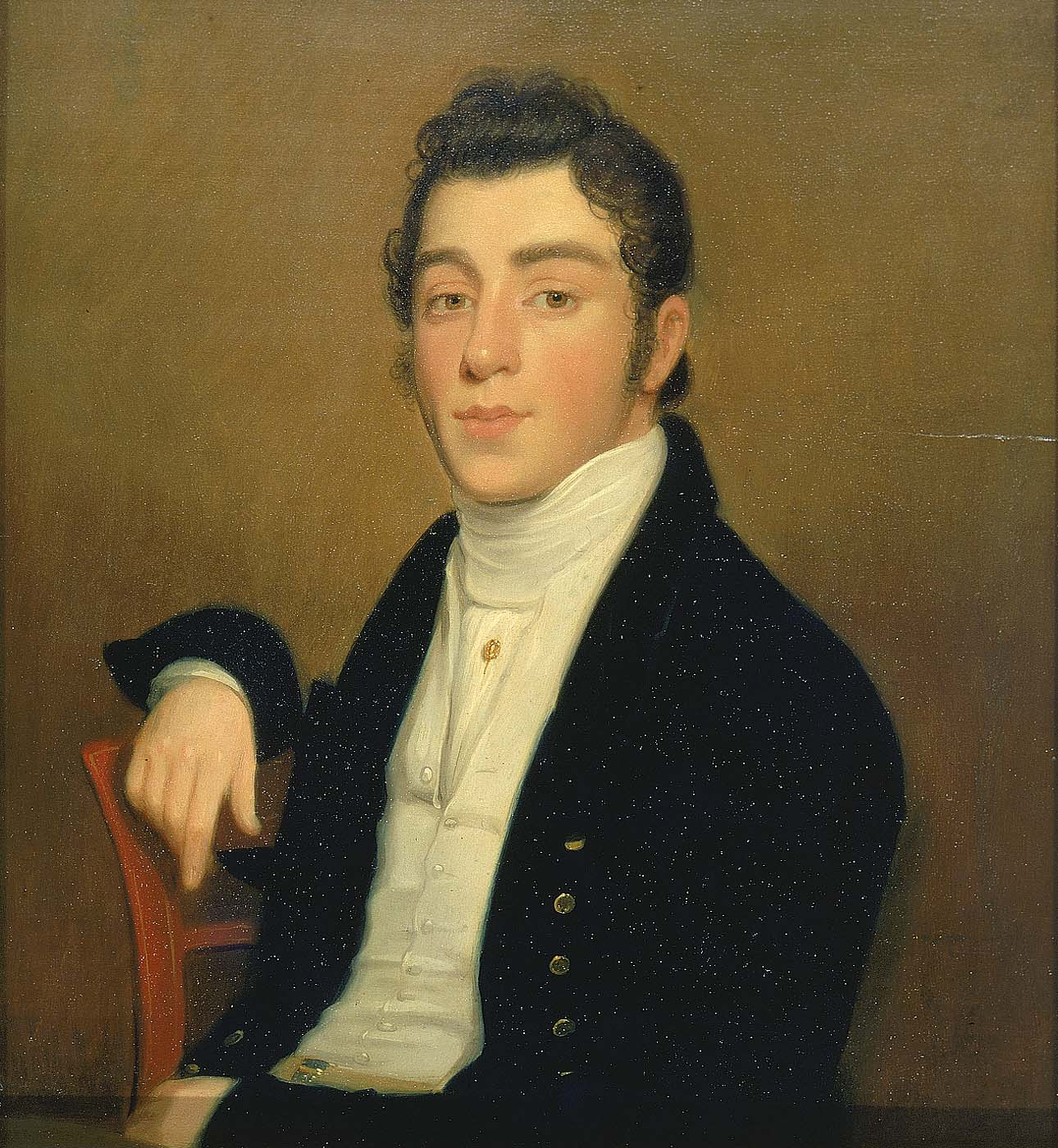
Joseph Wood: Portrait of Mendes Cohen (1818). Smithsonian American Art Museum

Joseph Wood, Sohn eines Bauern, lief im Alter von fünfzehn Jahren von zu Hause nach New York City weg, um Künstler zu werden. Er ging bei einem Silberschmied in die Lehre und kopierte Miniaturporträts, die zur Einrahmung in der Werkstatt zurückgelassen worden waren. Im Jahr 1801 etablierte er sich als Porträt- und Miniaturmaler und ging zwei Jahre später eine Partnerschaft mit John Wesley Jarvis ein, die sich schnell zu einem äußerst lukrativen Geschäft mit der Herstellung von gemalten Silhouetten auf Glas und ausgeschnittenen Profilen auf Papier entwickelte. Etwa zur gleichen Zeit lernte Joseph Wood Edward Greene Malbone kennen, der ihm fortgeschrittene Techniken für das Malen auf Elfenbein beibrachte. Die Partnerschaft zwischen Jarvis und Wood endete 1810. 1811 nahm Joseph Wood Nathaniel Rogers als Lehrling auf, obwohl er zwei Jahre später New York City verließ und nach Philadelphia zog. 1816 oder 1818 zog Wood nach Washington und wurde der erste prominente Künstler der Hauptstadt; er arbeitete auch in Baltimore. In seinen letzten Lebensjahren gingen seine Aufträge zurück; sein notorisch ausschweifender Lebensstil war Grundlage für eine 1834 in Washington veröffentlichte Abhandlung über Enthaltsamkeit.

## Werk

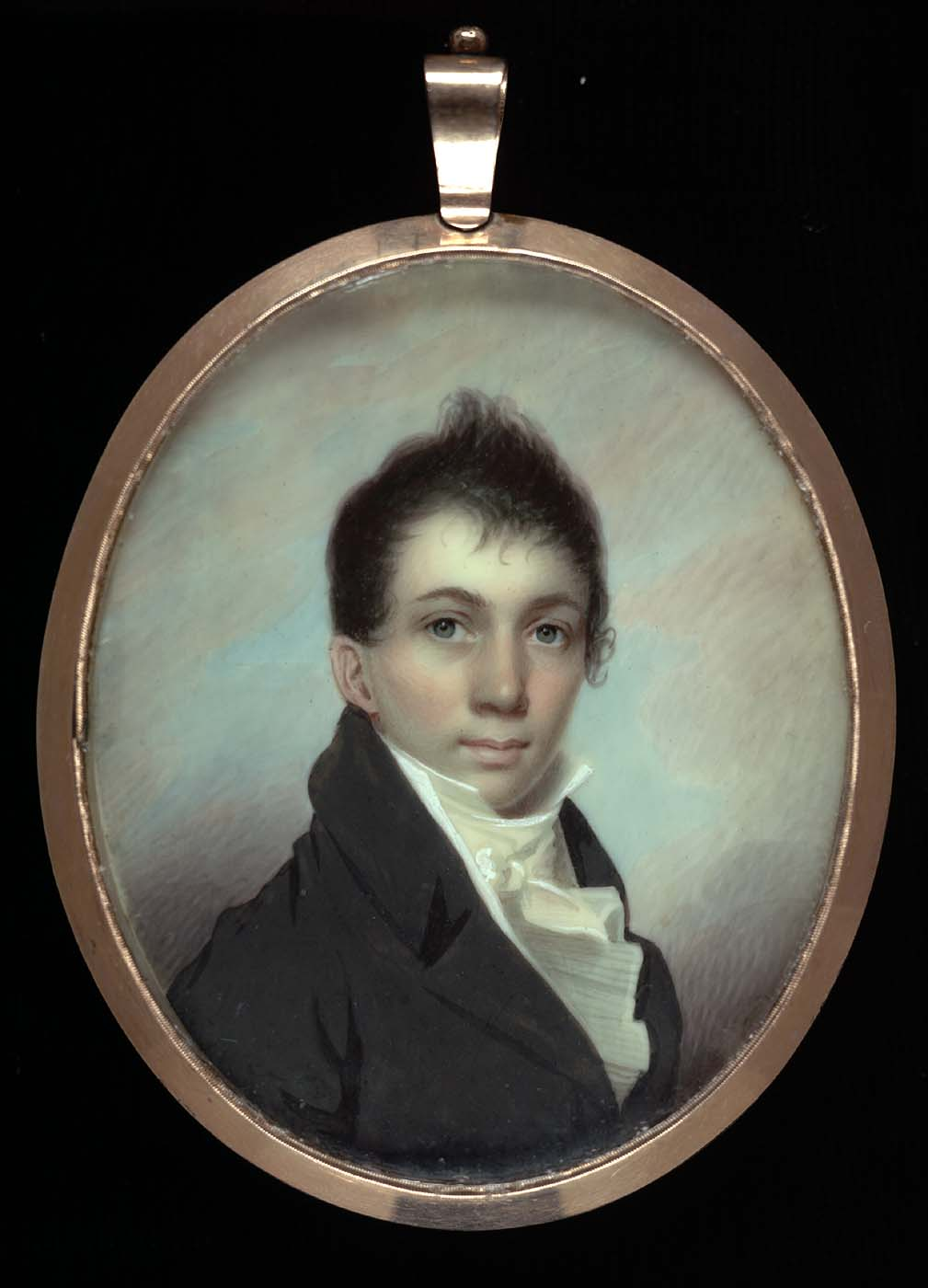
Joseph Wood: Master Peters (1804), Smithsonian American Art Museum

Joseph Wood spezialisierte sich auf Porträtminiaturen und kleinformatige Porträts, die er meist als Aquarelle auf Elfenbein oder Papier anfertigte. Sein Stil zeichnete sich durch eine sorgfältige Ausführung, eine realistische Darstellung und starke Kontraste aus. Er setzte Gummi arabicum großzügig ein, um Opazität und Tiefe zu erreichen. Seine Porträts zeigen oft profilierte Ansichten und eine detailreiche Kopf- und Haarzeichnung. Zu seinen bekanntesten Arbeiten zählen ein Selbstbildnis (Miniatur, ca. 1810) und das Porträt eines Gentlemans (ca. 1810–1815), die beide im Metropolitan Museum of Art ausgestellt sind.